# Maggia (Tessin)
Pour les articles homonymes, voir Maggia.
Maggia est une commune suisse du canton du Tessin, située dans le district de Vallemaggia.

## Histoire

Photo aérienne (1954).

Le 4 avril 2004, les communes d'Aurigeno, Coglio, Giumaglio, Lodano, Maggia, Moghegno et Someo fusionnent pour former la nouvelle commune de Maggia.